# Johannes Campensis
Johannes Campensis (auch Jan van Campen; * ca. 1490 in Kampen; † 7. September 1538 in Freiburg im Breisgau) war ein römisch-katholischer Theologe und Hebräischlehrer an den Universitäten Löwen und Krakau.

## Leben und Werk
Campensis lernte Hebräisch wahrscheinlich beim Humanisten Johannes Reuchlin. Zwischen 1520 und 1531 lehrte er es am Collegium Trilingue in Löwen. 1528 veröffentlichte er zusammen mit dem flämischen Drucker Dirk Martens eine hebräische Grammatik, orientiert am jüdischen Gelehrten Elias Levita. Die Grammatik verbreitete sich über ganz Europa und wurde 1532 in Krakau und 1539 in Paris herausgegeben. 1532 veröffentlichte Campensis eine Paraphrase der Psalmen in Nürnberg und eine über das Buch der Prediger in Paris.
Er bereiste ab 1531 Deutschland und Polen und befragte Experten wie Rabbiner, um sein Werk zu verbessern. Durch Vermittlung des Krakauer Bischofs Tomicius wurde er 1534 Professor an der Universität Krakau. Danach besuchte er Venedig und Rom. Auf der Rückreise in die Niederlande starb er 1538 an der Pest in Freiburg im Breisgau.

## Schriften
- Ex variis libellis Eliae grammaticorum omnium doctissimi, huc fere congestum est opéra Johannis Campensis, quidquid ad absolutam grammaticam hebràicam est necessarium (Löwen 1528; Krakau 1534; Paris 1539, 1543) google-online